# Vencedores das classificações da Volta a Espanha
A seguir mostram-se os ganhadores das diferentes classificações da Volta a Espanha.
Ignoram-se as classificações dos sprintes especiais (desde 1982 até 1994) e primeiro neo-profissional por ser de menor tradição ao ser os que menos vezes se deram.

## Palmarés
| Ed | Ano  | Geral                  | Montanha                       | Regularidade/pontos      | Metas volantes              | Combinada              | Equipas                        |
| -- | ---- | ---------------------- | ------------------------------ | ------------------------ | --------------------------- | ---------------------- | ------------------------------ |
| 1  | 1935 | Gustaaf Deloor         | Edoardo Molinar                | -                        | -                           | -                      | Bélgica                        |
| 2  | 1936 | Gustaaf Deloor (2)     | Salvador Molina                | -                        | -                           | -                      | Bélgica (2)                    |
| 3  | 1941 | Julián Berrendero      | Fermín Trueba                  | -                        | -                           | -                      | Espanha                        |
| 4  | 1942 | Julián Berrendero (2)  | Julián Berrendero              | -                        | -                           | -                      | F.C. Barcelona                 |
| 5  | 1945 | Delio Rodríguez        | Julián Berrendero (2)          | Delio Rodríguez          | -                           | -                      | D. Cic. Manresano              |
| 6  | 1946 | Dalmacio Langarica     | Emilio Rodríguez               | -                        | -                           | -                      | Espanha (2)                    |
| 7  | 1947 | Edouard Van Dyck       | Emilio Rodríguez (2)           | Delio Rodríguez (2)      | -                           | -                      | Espanha (3)                    |
| 8  | 1948 | Bernardo Ruiz          | Bernardo Ruiz                  | -                        | -                           | -                      | Espanha (4)                    |
| 9  | 1950 | Emilio Rodríguez       | Emilio Rodríguez (3)           | -                        | -                           | -                      | Espanha (5)                    |
| 10 | 1955 | Jean Dotto             | Giuseppe Buratti               | Fiorenzo Magni           | -                           | -                      | França                         |
| 11 | 1956 | Angelo Conterno        | Nino Defilippis                | Rik Van Steenbergen      | -                           | -                      | Espanha (6)                    |
| 12 | 1957 | Jesús Loroño           | Federico Martín Bahamontes     | Vicente Iturat           | -                           | -                      | Pirenaico                      |
| 13 | 1958 | Jean Stablinski        | Federico Martín Bahamontes (2) | Salvador Botella         | -                           | -                      | Bélgica (3)                    |
| 14 | 1959 | Antonio Suárez         | Antonio Suárez                 | Rik Van Looy             | -                           | -                      | Faema                          |
| 15 | 1960 | Franz De Mulder        | Antonio Karmany                | Arthur De Cabooter       | -                           | -                      | Groene Leeuw                   |
| 16 | 1961 | Angelino Soler         | Antonio Karmany (2)            | Antonio Suárez           | Vicente Iturat              | -                      | Faema (2)                      |
| 17 | 1962 | Rudi Altig             | Antonio Karmany (3)            | Rudi Altig               | José Segú                   | -                      | Helyett-Saint Raphael          |
| 18 | 1963 | Jacques Anquetil       | Julio Jiménez Muñoz            | Bas Maliepaard           | José Segú (2)               | -                      | Saint Raphael (2)              |
| 19 | 1964 | Julio Jiménez Muñoz    | Julio Jiménez Muñoz (2)        | José Pérez-Francés       | Antonio Bertrán             | -                      | Kas                            |
| 20 | 1965 | Rolf Wolfshohl         | Julio Jiménez Muñoz (3)        | Rik Van Looy             | José Segú (3)               | -                      | Mercier BP                     |
| 21 | 1966 | Francisco Gabica       | Gregorio San Miguel            | Jos van der Vleuten      | Domingo Perurena            | -                      | Kas (2)                        |
| 22 | 1967 | Jan Janssen            | Mariano Díaz Díaz              | Jan Janssen              | José Manuel López Rodríguez | -                      | Kas (3)                        |
| 23 | 1968 | Felice Gimondi         | Francisco Gabica               | Jan Janssen (2)          | Carlos Echeverría           | -                      | Kas (4)                        |
| 24 | 1969 | Roger Pingeon          | Luis Ocaña                     | Raymond Steegmans        | Raymond Steegmans           | -                      | Bic                            |
| 25 | 1970 | Luis Ocaña             | Agustín Tamames                | Guido Reybrouck          | Miguel María Lasa           | Guido Reybrouck        | Werner                         |
| 26 | 1971 | Ferdinand Bracke       | Joop Zoetemelk                 | Cyrille Guimard          | Cyrille Guimard             | Cyrille Guimard        | Werner (2)                     |
| 27 | 1972 | José Manuel Fuente     | Domingo Perurena               | José Manuel Fuente       | Ventura Díaz                | José Manuel Fuente     | Kas (5)                        |
| 28 | 1973 | Eddy Merckx            | José Luis Abilleira            | Eddy Merckx              | Eddy Merckx                 | Eddy Merckx            | A Caseira                      |
| 29 | 1974 | José Manuel Fuente (2) | José Luis Abilleira (2)        | Domingo Perurena         | Javier Elorriaga            | José Luis Abilleira    | Kas (6)                        |
| 30 | 1975 | Agustín Tamames        | Andrés Oliva                   | Miguel María Lasa        | Fernando Mendes             | -                      | Kas (7)                        |
| 31 | 1976 | José Pesarrodona       | Andrés Oliva (2)               | Dietrich Thurau          | Daniel Verplancke           | -                      | Kas-Campagnolo (8)             |
| 32 | 1977 | Freddy Maertens        | Pedro Torres                   | Freddy Maertens          | Freddy Maertens             | -                      | Teka                           |
| 33 | 1978 | Bernard Hinault        | Andrés Oliva (3)               | Ferdi van den Haute      | Bernard Hinault             | -                      | Kas (9)                        |
| 34 | 1979 | Joop Zoetemelk         | Felipe Yañez                   | Alfons De Wolf           | Roger De Cnijf              | -                      | Kas (10)                       |
| 35 | 1980 | Faustino Rupérez       | Juan Fernández Martín          | Sean Kelly               | Sean Kelly                  | -                      | Splendor                       |
| 36 | 1981 | Giovanni Battaglin     | José Luis Laguía               | Francisco Javier Cedena  | Hugues Grodin               | -                      | Zor-Helios-Novostil            |
| 37 | 1982 | Marino Lejarreta       | José Luis Laguía (2)           | Steffan Mutter           | Benny Schepmans             | -                      | Kelme                          |
| 38 | 1983 | Bernard Hinault        | José Luis Laguía (3)           | Marinho Lejarreta        | Sabino Angoitia             | -                      | Zor (2)                        |
| 39 | 1984 | Eric Caritoux          | Felipe Yañez (2)               | Guido van Calster        | Jozef Lieckens              | -                      | Teka                           |
| 40 | 1985 | Pedro Delgado          | José Luis Laguía (4)           | Sean Kelly (2)           | Ronny van Holen             | -                      | Zor-Gemeaz (3)                 |
| 41 | 1986 | Álvaro Pino            | José Luis Laguía (5)           | Sean Kelly (3)           | Benny van Brabant           | Sean Kelly             | Zor-BH (4)                     |
| 42 | 1987 | Luis Herrera           | Luis Herrera                   | Alfonso Gutiérrez        | Miguel Ángel Iglesias       | Laurent Fignon         | Ryalcao-Maçã-Postobon          |
| 43 | 1988 | Sean Kelly             | Álvaro Pino                    | Sean Kelly (4)           | Miguel Ángel Iglesias (2)   | Sean Kelly (2)         | BH (5)                         |
| 44 | 1989 | Pedro Delgado          | Óscar de Jesús Vargas          | Malcolm Elliott          | Miguel Ángel Iglesias (3)   | Óscar de Jesús Vargas  | Kelme (2)                      |
| 45 | 1990 | Marco Giovannetti      | Martín Farfán                  | Uwe Raab                 | Miguel Ángel Iglesias (4)   | Federico Echave        | ONZE                           |
| 46 | 1991 | Melchor Mauri          | Luis Herrera (2)               | Uwe Raab (2)             | Miguel Ángel Iglesias (5)   | Federico Echave (2)    | ONZE (2)                       |
| 47 | 1992 | Tony Rominger          | Carlos Hernández               | Djamolidine Abdoujaparov | Antonio Esparza             | Tony Rominger          | Amaya Seguros                  |
| 48 | 1993 | Tony Rominger (2)      | Tony Rominger                  | Tony Rominger            | Hendrik Redant              | Jesús Montoya          | Amaya Seguros (2)              |
| 49 | 1994 | Tony Rominger (3)      | Luc Leblanc                    | Laurent Jalabert         | Mauro Radaelli              | -                      | Banesto                        |
| 50 | 1995 | Laurent Jalabert       | Laurent Jalabert               | Laurent Jalabert (2)     | Steffen Wesemann            | -                      | ONZE (3)                       |
| 51 | 1996 | Alex Zülle             | Tony Rominger (2)              | Laurent Jalabert (3)     | Jurgen Werner               | -                      | Polti                          |
| 52 | 1997 | Alex Zülle (2)         | José María Jiménez             | Laurent Jalabert (4)     | Mauro Radaelli              | -                      | Kelme-Costa Blanca (3)         |
| 53 | 1998 | Abraham Olano          | José María Jiménez (2)         | Fabrizio Guidi           | Giancarlo Raimondi          | -                      | Banesto (2)                    |
| 54 | 1999 | Jan Ullrich            | José María Jiménez (3)         | Frank Van denbroucke     | Robert Hunter               | -                      | Banesto (3)                    |
| 55 | 2000 | Roberto Heras          | Carlos Sastre                  | Pavel Tonkov             | Gianni Faresin              | -                      | Kelme-Costa Branca (4)         |
| 56 | 2001 | Ángel Caseiro          | José María Jiménez (4)         | José María Jiménez       | César García Calvo          | -                      | ibanesto.com (4)               |
| 57 | 2002 | Aitor González         | Aitor Osa                      | Erik Zabel               | -                           | Roberto Heras          | Kelme-Costa Branca (5)         |
| 58 | 2003 | Roberto Heras (2)      | Félix Cárdenas                 | Erik Zabel (2)           | -                           | Alejandro Valverde     | ibanesto.com (5)               |
| 59 | 2004 | Roberto Heras (3)      | Félix Cárdenas (2)             | Erik Zabel (3)           | -                           | Roberto Heras (2)      | Comunitat Valenciana-Kelme (6) |
| 60 | 2005 | Roberto Heras (4)      | Joaquim Rodríguez              | Alessandro Petacchi      | -                           | Roberto Heras (3)      | Comunitat Valenciana (7)       |
| 61 | 2006 | Alexandre Vinokourov   | Egoi Martínez                  | Thor Hushovd             | -                           | Alexandre Vinokourov   | Discovery Channel              |
| 62 | 2007 | Denis Menchov          | Denis Menchov                  | Daniele Bennati          | -                           | Denis Menchov          | Caisse d'Epargne (6)           |
| 63 | 2008 | Alberto Contador       | David Moncoutié                | Greg van Avermaet        | -                           | Alberto Contador       | Caisse d'Epargne (7)           |
| 64 | 2009 | Alejandro Valverde     | David Moncoutié (2)            | André Greipel            | -                           | Alejandro Valverde (2) | Xacobeo Galiza                 |
| 65 | 2010 | Vincenzo Nibali        | David Moncoutié (3)            | Mark Cavendish           | -                           | Vincenzo Nibali        | Katusha                        |
| 66 | 2011 | Juanjo Cobo            | David Moncoutié (4)            | Bauke Mollema            | -                           | Juanjo Cobo            | Geox-TMC                       |
| 67 | 2012 | Alberto Contador (2)   | Simon Clarke                   | Alejandro Valverde       | -                           | Alejandro Valverde (3) | Movistar (8)                   |
| 68 | 2013 | Chris Horner           | Nicolas Edet                   | Alejandro Valverde (2)   | -                           | Chris Horner           | Euskaltel Euskadi              |
| 69 | 2014 | Alberto Contador (3)   | Luis León Sánchez              | John Degenkolb           | -                           | Alberto Contador (2)   | Katusha (2)                    |
| 70 | 2015 | Fabio Aru              | Omar Fraile                    | Alejandro Valverde (3)   | -                           | Joaquim Rodríguez      | Movistar (9)                   |
| 71 | 2016 | Nairo Quintana         | Omar Fraile (2)                | Fabio Felline            | -                           | Nairo Quintana         | BMC Racing Team                |
| 72 | 2017 | Chris Froome           | Davide Villella                | Chris Froome             | -                           | Chris Froome           | Astana                         |
| 73 | 2018 | Simon Yates            | Thomas De Gendt                | Alejandro Valverde       | -                           | Simon Yates            | Movistar                       |
| 74 | 2019 | Primož Roglič          | Geoffrey Bouchard              | Primož Roglič            | -                           | -                      | Movistar                       |
| 75 | 2020 | Primož Roglič          | Guillaume Martin               | Primož Roglič            | -                           | -                      | Movistar                       |